# Mietausfall
Ein Mietausfall liegt vor, wenn die tatsächlichen Mieteinnahmen eines Vermieters geringer sind als die in einem  Mietvertrag vereinbarten Mieten. Der Mietausfall wird im Rechnungswesen als Forderungsausfall verbucht.

## Ursachen
Dauerschuldverhältnisse wie Mietverträge beinhalten das Risiko, dass sich die Bonität der zur Geldzahlung verpflichteten Vertragspartei während der Laufzeit des Vertrages aus den verschiedensten Gründen verschlechtern kann und sich dies auf die Zahlungsfähigkeit auswirkt. Hauptursachen für rückständige oder ausbleibende Mietzahlungen durch den Mieter können wachsende Schulden, Arbeitslosigkeit, familiäre Probleme, gestiegene Mietbelastungsquote (durch Energiekosten oder andere Nebenkosten) oder auch eine gescheiterte Selbständigkeit des Mieters sein. Ein weiteres Mietausfallrisiko ist in der Mietminderung zu sehen, die in einem Mangel der Mietsache begründet ist. Als Mietausfall ist auch die Vermietung von Räumen zu einem geringeren als dem bisher erzielten Mietzins oder ein längerer Leerstand anzusehen. Zahlen Mietnomaden die Miete ganz oder teilweise nicht, liegt auch hier ein Mietausfall durch Zahlungsunwilligkeit vor. Der Leerstand gehört jedoch nicht zum Mietausfallrisiko im engeren Sinne, weil es weitere Faktoren bei nicht vermieteten Wohn- oder Gewerbeflächen geben kann. Ein solcher Faktor kann zum Beispiel eine höhere als die ortsübliche Miete sein.
Wohnungsbaugesellschaften versuchen auch über eine Fehlbelegungsabgabe mögliche Verluste zu mindern.
Für das Jahr 2015 gaben 2,2 % der für EU-SILC befragten Haushalte an, sie hätten Zahlungsrückstände bei Hypotheken- oder Mietzahlungen, bei der armutsgefährdeten Bevölkerung waren es 5,8 %.
Einer Studie der Universität Bielefeld aus dem Jahre 2011 zufolge lag mit 98 % die Schadenshäufigkeit beim Mietausfall durch Mietnomaden am höchsten, gefolgt von Substanzschäden (69 %), Verfahrenskosten (48 %) oder Vollstreckungskosten (31 %), die durch Mietnomaden verursacht wurden. Insgesamt wurden von 1347 befragten Vermietern 426 Fälle genannt, bei denen die Mietzahlung in den ersten drei Monaten eingestellt wurden.

## Mietausfallwagnis
Unter dem Mietausfallwagnis (umgangssprachlich auch Mietausfallrisiko) wird die Gefahr verstanden, dass erwartete Mieteinnahmen ganz oder teilweise ausbleiben. Eine Legaldefinition des § 29 der Zweiten Berechnungsverordnung definiert das Mietausfallwagnis als „das Wagnis einer Ertragsminderung, die durch uneinbringliche Rückstände von Mieten, Pachten, Vergütungen und Zuschlägen oder durch Leerstehen von Raum, der zur Vermietung bestimmt ist, entsteht“. Wohnwirtschaftlich gehört mithin auch der Leerstand zum Mietausfallrisiko. Es liegt bei Gewerbeimmobilien bei 4 %, bei Wohnimmobilien bei 2 % der Jahresnettomiete.
Das Mietausfallwagnis steigt, wenn ein Hauptmieter (Ankermieter) einen großen Anteil der Mietfläche übernimmt und sinkt bei vielen kleinen Mietern. Es nimmt ebenso mit steigender Miethöhe zu, da bei den Mietern die Gefahr besteht, dass die erhöhten Mietausgaben durch ihre Einnahmen nicht mehr gedeckt sind (siehe Mietbelastungsquote). Der Wohnkostenanteil (Anteil der Wohnkosten am Haushaltsnettoeinkommen eines Privathaushalts) steigt stetig und lag im Jahre 2013 in deutschen Großstädten über 20 % (beispielsweise Köln und Bremen 21 %, Frankfurt am Main und Dresden 21,4 %, Berlin 22,5 % und München 23,9 %). Das Mietausfallrisiko korreliert positiv mit der Mietrendite. Je höher die Mietrendite ist, umso höher ist auch das Mietausfallwagnis und umgekehrt. Je schlechter die Lage von Mietimmobilien ist, desto höher liegt die Mietrendite bei einem hohen Leerstands- und Mietausfallwagnis. Das Mietausfallwagnis gehört nach § 187 BewG zu den Bewirtschaftungskosten. Es handelt sich um kalkulatorische Kosten, die bei Gewerbeimmobilien wie Betriebskosten in die Bewirtschaftungskosten einbezogen und auf die Mieter überwälzt werden dürfen.

## Ökonomischer Schaden durch Mietausfälle
Da eine bundesweite amtliche Statistik fehlt, zeigen veröffentlichte Zahlen nur die Erfahrungen in bestimmten Marktbereichen. Nach Schätzungen des Eigentümerverbandes Haus & Grund verzeichnen die Vermieter in Deutschland Mietausfälle durch rückständige oder ausbleibende Mietzahlungen in Höhe von rund 2,2 Milliarden Euro jährlich. Das auf die Absicherung von Mietausfallrisiken spezialisierte Unternehmen readyfact Deutschland geht davon aus, dass es rund 600.000 Fälle gibt, in denen die Miete vorsätzlich nicht gezahlt wird. Insgesamt gelten rund 30 Prozent aller Mietverhältnisse heute als belastet, da es zu unregelmäßigen Mietzahlungen kommt.

## Sicherung gegen Mietausfall
Der Vermieter hat mehrere Möglichkeiten, das Mietausfallrisiko zu vermindern oder ganz auszuschalten. Mietsicherheiten und Mietbürgschaften dienen dem Vermieter zur Risikominderung, denn sie beugen dem Mietausfallrisiko vor. Kommt es zum Mietausfall, darf der Vermieter diese Sicherheiten in Anspruch nehmen. Risikotransfer liegt bei dem Abschluss einer Mietverlustversicherung vor, wenn die versicherten Räume bei Eintritt der versicherten Gefahr (Brand, Blitzschlag, Explosion, Leitungswasser, Rohrbruch, Frost, Sturm und Hagel) unbenutzbar geworden sind und der Mieter deshalb die Mietzahlung verweigern kann. Weitergehende Ausfallrisiken können im Rahmen einer Wohngebäudeversicherung abgeschlossen werden. Die Umlagefähigkeit der Kosten einer separaten Mietausfallversicherung auf die Mieter wird für die Wohnraummiete bestritten. Bei Gewerbeimmobilien darf hingegen die Zuführung zur Rückstellung als Risikovorsorge für das Mietausfallwagnis in die Gewerbemiete einbezogen werden.
Mietausfälle durch rückständige oder ausbleibende Mietzahlungen können im Rahmen des Mietfactorings verringert werden. Factoring ist in der Wirtschaft eine gängige Form der Finanzierung. Der Vermieter erhält dadurch die Möglichkeit, rückständige oder ausbleibende Mietforderungen an das Factoringunternehmen abzutreten. Als Gegenleistung erhält der Vermieter den Forderungskaufpreis. Dieser Kaufpreis liegt in der Regel unter der offenen Mietforderung. Das Risiko, dass die Forderung nicht mehr realisiert werden kann, geht komplett auf das Factoringunternehmen über. Die Bankenaufsicht BaFin hat im Januar 2009 das Mietfactoring in den Katalog der beaufsichtigten Finanzdienstleistungen aufgenommen (§ 1 Abs. 1a Nr. 9 KWG).